# جيون سوك هو
جيون سوك هو (مواليد 2 مايو 1984) هو ممثل كوري جنوبي، أشتهر لدوره في مسلسل المملكة.

## روابط خارجية
- جيون سوك هو على موقع IMDb (الإنجليزية)
- جيون سوك هو على موقع روتن توميتوز (الإنجليزية)
- جيون سوك هو على موقع قاعدة بيانات الفيلم (الإنجليزية)